# František Kaláb
František Kaláb (1. května 1913 Komárovice – 8. července 1989 Domamil) byl český voják.

## Biografie
František Kaláb se narodil v roce 1913 v Komárovicích, absolvoval četnickou školu a nastoupil k četnické letecké hlídce do Vajnor. V roce 1938 se s jednotkou přesunul do Kadaně, odkud pak spolu s dalším personálem přešli do Vejprt, kde posílili Stráž obrany státu. Po třetím přepadu německými ordnery byl zajat a převezen do pracovního tábora v Oberfronu, pak do věznice v Drážďanech. Později byl přesunut na stavbu koncentračního tábora v Hoyerswerda, kde pracoval až do 15. ledna 1939, kdy byl vyměněn za německé rukojmí a vrátil se do Československa. Nastoupil na velitelství četnictva do Brna, a ačkoli požádal o propuštění, jeho žádosti nevyhověli. Poté byl přeložen do Ostravy, kde se stal velitelem motocyklového oddílu.
Dne 2. dubna 1939 s kamarády odešli do Krakova a přihlásili se do československé armády, které v Polsku velel Jiří Král. V květnu začala jednotka cvičit v Bronowicích a v červnu téhož roku ji převzal Ludvík Svoboda. František Kaláb pronikl zpět do protektorátu, kde získal cenné informace pro další činnost, později byl vyslán i na Slovensko, kde pod falešnou identitou jednal s odbojovými pracovníky. Později nastoupil do mechanizované jednotky polské armády, se kterou se dostal do Rumunska, kde byl internován v táboře v Pitešti. Po propuštění se dostal do Bejrútu a do Marseille, odkud se přesunul do výcvikového tábora v Agde. Dále působil Anglii, a to v Cholmondeley, pak přímo v kanceláři Edvarda Beneše jako osobní strážce.
Po dvou letech požádal o přeložení k československému letectvu, ale nakonec se dostal k československé tankové jednotce, kde jako velitel dílen pracoval až do roku 1943. Posléze podstoupil tankový výcvik. Po přeškolení nastoupil k britské tankové jednotce, se kterou se dostal až k Rýnu. Následně se připojil k československé jednotce, která obléhala Dunkerk, a v dubnu 1945 pak postupoval s jednotkou směrem do Československa.
Po skončení druhé světové války obdržel Polský válečný kříž, Československý válečný kříž 1939, medaili Za chrabrost, medaili Za zásluhy o obranu vlasti, pamětní medaili Francie, pamětní medaili Velké Británie, Invazní medaili British Star a britskou medaili Za ukončení války. Za jeho činnost byla během protektorátu jeho matka vězněna ve Svatobořicích, bratři pak v Kounicových kolejích v Brně.
Po válce u armády zůstal a stal se technickým zástupcem na tankovém učilišti ve Vyškově, ale roku 1953 byl z armády propuštěn a nastoupil do ZKL Brno. Byl evidován jako zájmová osoba STB.[zdroj?]

## Vyznamenání
- Československý válečný kříž 1939
- Medaile Za zásluhy